# Nicolas Auguste Tissot
Pour les articles homonymes, voir Tissot.

Indicatrices de Tissot sur une projection de Mercator.

Nicolas Auguste Tissot (Nancy, 16 mars 1824 - Voreppe, 14 juillet 1907) est un cartographe français. Il s'est intéressé aux déformations engendrées par les projections cartographiques et a inventé l'indicatrice qui porte son nom.
Il fut professeur de mathématiques au Lycée Saint-Louis et examinateur d'admission (répétiteur) à l'École polytechnique,.

## Publications
- M. A. Tissot[4], Mouvement d'un point matériel pesant sur une sphère. Suivi de Sur la détermination des orbites des planètes et des comètes, Paris, Bachelier, 1852 (lire en ligne)
- M.A. Tissot, « Géodésie. Sur les altérations d'angles et de distances dans le développement modifié de Flamsteed », Journal de l'École impériale polytechnique,‎ 1856 (lire en ligne)
- M. A. Tissot, « GÉODÉSIE. — Sur les cartes géographiques. », C.R. Hebd. Seances Acad. Sci., vol. 50,‎ janvier-juin 1860, p. 474 (lire en ligne)
- M. A. Tissot, « Démonstrations nouvelles du théorème de Legendre sur les triangles sphériques dont les côtés sont très-petits vis-à-vis du rayon de la sphère », Nouvelles annales de mathématiques,‎ 1862 (lire en ligne)
- Auguste Tissot, Mémoire sur la représentation des surfaces et les projections des cartes, Gauthier-Villars, 1881